# Pelvis renal
La pelvis renal té forma d'embut. És una dilatació de la part proximal de l'urèter on convergeixen dos o tres calzes majors i que recull l'orina generada en el ronyó.
S'hi poden formar càlculs de grans dimensions, els quals de vegades són l'origen de tumors renals malignes quan es cronifiquen. L'adenoma vellós es veu infreqüentment en el tracte urogenital i és encara més rar que aparegui en la pelvis renal. De la mateixa manera que els adenomes colorectals, aquestes neoplàsies es poden transformar en adenocarcinomes. Es comuna la seva vinculació amb la hidronefrosi. Els paragangliomes (un tipus de feocromocitoma) i els leiomiomes d'aquesta estructura renal són una troballa gairebé insòlita.
S`han descrit diversos casos de ruptura pelviana renal espontània a causa de l'obstrucció per càlculs de la via urinària superior.
La pelvis renal bífida és una variant de la normalitat anatòmica que té poca incidència. Ocasionalment, s'associa a un reflux vesicoureteral augmentat i infeccions urinàries de repetició.